# Robănești (gmina)
Robănești – gmina w Rumunii, w okręgu Dolj. Obejmuje miejscowości Bojoiu, Golfin, Lăcrița Mare, Lăcrița Mică, Robăneștii de Jos i Robăneștii de Sus. W 2011 roku liczyła 2395 mieszkańców.